# Håkan Ingeborgasson
Håkan Ingeborgasson också kallad Håkan Läma var en svensk riddare, tidigast belagd 1297 i Småland och Södermanland som Håkan Läma, och som senare kallas Håkan Ingeborgason (död tidigast 1320). Han har tidigare felaktigt blandats ihop med Håkan Jonsson Läma och andra personer ur ätten Läma, men anses inte ha något släktskap med denna ätt. Hans far är okänd, och hans mors make, riddaren Bengt Petersson (3 framvända vingar), som enligt Erikskrönikan omkom under sitt deltagande i konung Birgers krigståg till Gotland 1313, uppger honom dock i brev 1297 och 1299 uttryckligen som hustruns, och ej sin egen son.
Modern Ingeborg Gustafsdotter, som var syster till riksrådet Karl Gustafsson (2 korslagda stavliljor) – sannolikt identisk med Magnus Ladulås marsk med samma förnamn på 1270-talet – hade tidigare varit gift med en Nils Mikaelsson, som synes ha fått sina gods konfiskerade av konung Magnus. Denne har ansetts vara Håkan Lämas far trots Lämas patronymikon. Håkan Läma upptog sin svärfars fars, riddaren Birger Håkansson (Hjorthorn)s, vapen, en schackrutad balk, överlagd med ett hjorthorn. Han var en av hertig Eriks anhängare och blev riddare mellan 1307 och 1315.
Håkan Ingeborgasson var troligen gift 1306 i Nyköping med Ragvald Ingeborgason dotter Ingeborg.